# جان اف. میلر
جان فرانکلیم میلر (انگلیسی: John Franklin Miller; زاده ۲۱ نوامبر ۱۸۳۱ - درگذشته ۸ مارس ۱۸۸۶) سناتور سابق عضو جمهوری‌خواه بود. وی در سال ۱۸۸۱ تا ۱۸۸۶ میلادی سناتور ایالت کالیفرنیا در سنای ایالات متحده آمریکا بود.